# Jan Hasištejnský z Lobkovic
Jan Hasištejnský z Lobkovic (1450, Hasištejn u Kadaně – 28. ledna 1517, Kadaň) byl český šlechtic, humanista a diplomat ve službách krále Vladislava Jagellonského z hasištejnské větve Lobkoviců.

## Život
Narodil se na hradě Hasištejně roku 1450 jako nejstarší ze čtyř synů Mikuláše II. z Lobkowicz a Hasištejna a jeho ženy Žofie ze Žerotína. Absolvoval univerzitní studia.
Rozhodnutím krále Jiřího z Poděbrad 25. října 1469 byl jmenován hejtmanem Žateckého kraje a města Kadaně, v jehož bezprostřední blízkosti společně se třemi bratry vlastnil pozemky. Budování města věnoval mnoho let, k nejvýznamnějším společným fundacím bratrů patří klášter františkánů s kostelem Čtrnácti svatých pomocníků. Kadaň se stala centrem lobkovických držav a poutním střediskem.
Jan vstoupil do služeb krále Vladislava II. Jagellonského, který jeho zásluhy ocenil 28. září 1479 povýšením do stavu svobodného pána. Roku 1477 se stal členem poselstva do Lucemburska a o jedenáct let později se zúčastnil i poselstva k římské stolici papeže Sixta IV. z rodu della Rovere.
V roce 1493 se Jan vydal po stopách svého mladšího bratra Bohuslava na poutní cestu do Svaté země. Společníky mu byli Jetřich z Gutštejna a osobní kuchař Blažek. Ze své půlroční cesty sepsal roku 1505 cestopis „Putování ke Svatému hrobu“ a roku 1504 také moralizující spisek „Urozeného pána pana Jana z Lobkovic na Hasištejně zpráva a naučení jeho synu Jaroslavovi o tom, co činiti a čeho nechati a kterak se pokud v čem zachovati má“. Jím se zařadil mezi česky píšící humanisty.
Spolu s bratry Mikulášem III. a Bohuslavem spravoval zděděná rodová panství, věnoval se stříbrnickému podnikání na Kadaňsku a Kutnohorsku, o němž zanechal svědectví, a prožil šťastný rodinný život.
Byl dvakrát ženat. Jeho první manželka Kunhuta z Ronova zemřela před rokem 1472. Podruhé se oženil s Magdalenou z Törringu. Založil rodovou větev z Obříství.
Zemřel 28. ledna 1517 a byl pohřben v kadaňském františkánském kostele kláštera Čtrnácti svatých pomocníků, který chtěl dovést k dokonalosti své vize Druhého Jeruzaléma.

## Hrobka

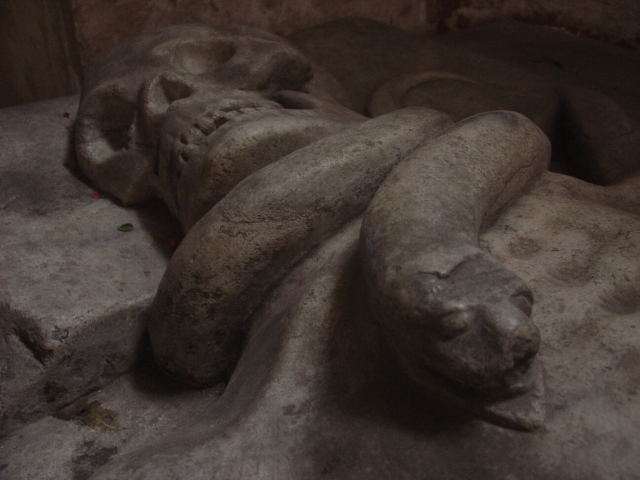
Detail pohřební tumby Jana Hasištejnského z Lobkovic v kostele františkánského kláštera v Kadani

Rodinnou hrobku dal Jan Hasištejnský z Lobkovic vytesat pravděpodobně v letech 1515–1516, ne-li dříve. Patří k nejvýznamnějším dochovaným dílům severočeského kamenosochařství z období přelomu pozdní gotiky a renesance s tematikou smrti (Vanitas vanitatum). Figurální výzdoba pískovcové náhrobní tumby byla původně dvoudílná: tvořila ji deska s vysokým reliéfem Jana Hasištejnského ve dvou podobách: za živa je zpodobený stojící jako rytíř ve zbroji těžkooděnce se zdviženým hledím přilby, opásaný mečem a držící praporec, je dnes na desce oddělené od tumby a přizděné jako epitaf.
Druhá deska má reliéf rytíře po smrti. Nahého kostlivce s rouškou přes bedra, na hrdle ovíjí had hříchu, na soklech je doprovázejí další středověké symboly zla – ještěrky, žába a (dnes ulomený) druhý had. Po obvodu desky je tesán latinský nápis minuskulou, se zkratkami: „Obiit generosus dominus, dominus Johannes. de Lobkowicz, dominus in Hassensteyn..“
Ikonografie tohoto vyobrazení patří k typickým dobovým dialogům se smrtí, jako je například cyklus dřevorytů Der Tod Hanse Holbeina mladšího. Rodové určení hrobky vyznačuje sedm erbů na přední a bočních deskách tumby, Lobkoviců, pánů z Ronova, z Törringu, Ficthumů a dalších. Reliéfy tesal významný hornosaský sochař a řezbář Ulrich Creutz, jehož signatura VLRIC/CREVCZ a kamenická značka ve štítku jsou vytesány na soklu.